# Connie Francis
Connie Francis (nacida como Concetta Rosa Maria Franconero; Newark, Nueva Jersey, 12 de diciembre de 1937-Pompano Beach, Florida, 16 de julio de 2025)fue una cantante de pop y actriz estadounidense que alcanzó su mayor fama en las décadas de 1950 y 1960. A pesar de varias interrupciones en su carrera y de haberse retirado profesionalmente en 2018, siguió activa hasta su fallecimiento.
Su música ha sido descrita dentro del rock 'n' roll, el pop tradicional o twist; hasta sonidos más R&B, jazz vocal y música country. Además, Francis grabó canciones en diferentes idiomas, como el francés, italiano o español. Desde 1958 a 1964, Francis se convirtió en la cantante femenina más exitosa de su tiempo en países como Alemania, Japón, Reino Unido, Australia y Estados Unidos.
Además fue también la primera artista solista femenina en conseguir un número uno en la lista del Billboard Hot 100 con su canción "Everybody's Somebody's Fool". Fue la primera mujer en conseguir tres números uno en la lista, con un total de 53 entradas en la lista. Alcanzó popularidad gracias a canciones como:  "Who's Sorry Now?", "My Heart Has A Mind Of Its Own", "Where the Boys Are", "Don't Break The Heart That Loves You", "Stupid Cupid" o "Pretty Little Baby". Consiguió vender más de 100 millones de copias entre álbumes y sencillos en todo el mundo.
En 2001, su canción, "Who's Sorry Now?" fue incluida por la asociación estadounidense RIAA entre las mejores canciones del siglo XX. En 2009, fue inducida dentro el Paseo de la Fama italiano. También, recibió una calle con su nombre al lado de su casa natal, en Nueva Jersey. En 2025, se estrenó un musical en Broadway titulado Just in Time, sobre la vida de Bobby Darin. La cantante Gracie Lawrence interpreta a Francis.

## Biografía y carrera

### 1937-1955: Juventud y primeras apariciones
Francis nació en Ironbound, un barrio de Newark, Nueva Jersey. Fue la primera hija de George Franconero e Ida Franconero (nacida como Ferrari-di Vito), y pasó sus primeros años en un barrio de Brooklyn antes de que su familia se mudara a Nueva Jersey.
Al crecer en un barrio italo-judío, Francis aprendió a hablar yidis, lo que la llevaría a grabar canciones posteriores en yidis y hebreo.
En su autobiografía Who's Sorry Now?, publicada en 1984, Francis cuenta que su padre la animaba a aparecer regularmente en concursos de talentos, espectáculos y eventos de su barrio desde que tenía cuatro años, como cantante y como acordeonista.
Francis asistió a la Newark Arts High School en 1951 y 1952. Más tarde, ella y su familia se mudaron a Belleville, Nueva Jersey, y allí se graduó como salutatorian de la Belleville High School de 1955.
En este período, Francis siguió actuando en festivales y concursos de talento (algunos de los cuales fueron retransmitidos en televisión), apareciendo alternativamente como Concetta Franconero y Connie Franconero. Bajo este último nombre, apareció en el programa de la NBC Startime Kids entre 1953 y 1955.
Durante los ensayos del programa Arthur Godfrey's Talent Scouts, Godfrey le sugirió que cambiara su nombre artístico a Connie Francis para facilitar su pronunciación. También le aconsejó que dejara el acordeón — consejo que, según ella, siguió con gusto, ya que estaba cansándose del instrumento. Casi al mismo tiempo, consiguió un trabajo como cantante en grabaciones de demostración, que eran llevados a cantantes establecidos para aceptar o rechazar su grabación profesional.

### 1955-1957: Contrato de grabación y serie de fracasos comerciales
En 1955, Startime Kids, el programa en el que había participado, dejó de ser retransmitido. En mayo del mismo año, George Franconero y el gerente de Francis, George Scheck, ahorraron dinero para una sesión de grabación de cuatro canciones que esperaban vender a una mayor discográfica bajo el propio nombre de Francis. Sin embargo, ninguna compañía discográfica la aceptó, principalmente porque, como cantante de demostración, la cantante podía imitar a otros artistas.
Finalmente, MGM Records decidió firmar un contrato con ella, pero solo porque uno de los temas de Francis se titulaba «Freddy», nombre que resultó ser el mismo que el hijo de un coejecutivo de la compañía. El tema fue grabado y se convirtió en su primer sencillo, pero acabó siendo un fracaso comercial, al igual que lo fueron sus ocho sencillos siguientes.
A pesar de estos fracasos, Francis fue contratada para grabar las voces de una escena de la película de Tuesday Weld ¡Rock, Rock, Rock! en 1956 y, más tarde, en Jamboree', de Freda Holloway.
Después de un tiempo, la cantante obtuvo su primer éxito con un sencillo que grabó junto a Marvin Rainwater: «The Majesty of Love». Este llegó al puesto 93 del Billboard Hot 100, y consiguió vender más de un millón de copias.

### 1957-1959: Última oportunidad y ruptura
A pesar de su éxito con «The Majesty of Love», se le informó que MGM Records no renovaría su contrato tras su último sencillo. Francis consideró una carrera en medicina y estuvo a punto de aceptar una beca de cuatro años en la Universidad de Nueva York.
En la que sería su última sesión de grabación con MGM el 2 de octubre de 1957, interpretó una versión de la canción de 1923 «Who's Sorry Now?», escrita por Bert Kalmar y Harry Ruby. Francis afirmó que la grabó debido a la insistencia de su padre, quien estaba convencido de que tendría oportunidades de convertirse en un éxito.
A Francis no le gustaba la canción, y atrasó la grabación de las otras tres canciones de esa sesión. Cuando se decidió a grabarla, solo quedaban unos pocos segundos restantes en la cinta.
El sencillo pareció pasar desapercibido como todos sus lanzamientos anteriores, tal como Francis había pensado, pero más tarde, el 1 de enero de 1958, apareció en el programa musical de Dick Clark American Bandstand, y un mes más tarde la interpretó en The Dick Clark Show, también presentada por Clark. A mediados de año, se habían vendido más de un millón de copias, y la cantante logró saltar a la fama. En abril de 1958, «Who's Sorry Now?» alcanzó el primer puesto en la UK Singles Chart, y el cuarto en los Estados Unidos. Durante los siguientes cuatro años, Francis fue votada como la «mejor vocalista femenina» por los espectadores de American Bandstand.
Tras el gran éxito de «Who's Sorry Now?», Francis empezó a buscar otra canción, ya que MGM Records renovó su contrato. Tras el relativo fracaso de sus siguientes sencillos «I'm Sorry I Made You Cry» y «Heartaches», conoció a Neil Sedaka y Howard Greenfield, que cantaron varias baladas que habían escrito para ella. Francis les dijo que consideraba que sus baladas eran demasiado intelectuales y sofisticadas para la generación joven y que necesitaba una canción más animada. Greenfield sugirió inmediatamente que cantara un tema que habían escrito esa misma mañana, «Stupid Cupid». Su compañero dijo que Francis se sentiría insultada por esa canción, pero consiguió convencerlo para tocarla. A Francis le gustó, y esta acabó llegando al puesto 14 en la Billboard Hot 100 y al primero en Reino Unido.
El éxito de «Stupid Cupid» devolvió a Francis el éxito de su carrera, y alcanzó el top 40 en Estados Unidos otras siete veces durante el resto de la década. Consiguió producir más éxitos grabando otras versiones de canciones más antiguas, como «My Happiness» y «Among My Souvenirs», además de interpretar sus propias composiciones. En 1959, ganó dos discos de oro con un sencillo de doble cara: «Lipstick on Your Collar» en la A y «Frankie» en la B.

### 1959-1973: Estrella internacional

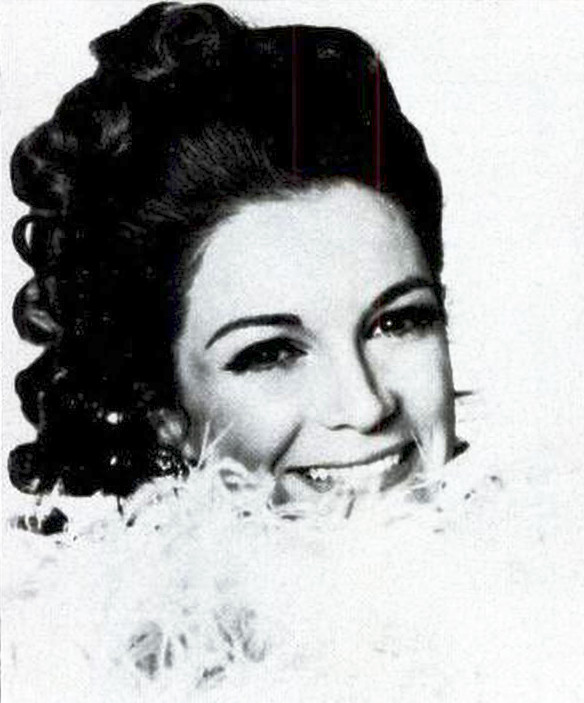
Connie Francis, c. 1970

Siguiendo otra idea de su padre, Francis viajó a Londres en agosto de 1959 para grabar un álbum italiano en los estudios de grabación Abbey Road Studios de EMI. Titulado Connie Francis Sings Italian Favorites, el álbum se lanzó en noviembre de 1959, y pronto entró en las listas de álbumes donde permaneció por 81 semanas, siendo su mayor puesto el cuarto. A día de hoy, sigue siendo el álbum más exitoso de Francis. «Mama», un sencillo del álbum, alcanzó los puestos octavo y segundo en los Estados Unidos y el Reino Unido, respectivamente.
Después de este éxito, grabó otros siete álbumes más de «canciones favoritas» entre 1960 y 1964 en varios idiomas. Estos lanzamientos marcaron el paso de la cantante del rock and roll orientado a los jóvenes a la música contemporánea para adultos, que su padre reconoció que era necesario si Francis quería seguir con su exitosa carrera.
Aun así, siguió grabando sencillos dirigidos al mercado joven, y entre los más exitosos están «Breakin' in a Brand New Broken Heart», «When the Girl in Your Arms Is the Girl in Your Heart», «Second Hand Love» y «Where the Boys Are», que alcanzaron el top 10 en las listas de Estados Unidos. Este último tema se convirtió en la sintonía de la primera película de nombre homónimo que protagonizó Francis. A pesar de que apareció en tres películas más, la artista nunca estuvo satisfecha con ella misma como actriz, y tras su última película en 1966, no aceptó más ofertas.
El éxito de su álbum Connie Francis Sings Italian Favorites entre 1959 y 1960 llevó a la cantante a convertirse en una de las primeras artistas americanas en grabar en otros idiomas con frecuencia. Sería seguida por otros mayores artistas como Wanda Jackson, Cliff Richard, Petula Clark, Brenda Lee, The Supremes, Peggy March, Pat Boone, Lesley Gore, The Beatles y Johnny Cash, entre muchos otros. La razón de estas grabaciones, según ella, se debieron a que la barrera del idioma en ciertos países europeos dificultaba la difusión de sus canciones, especialmente en Alemania. Algunos ejemplos fueron «Everybody's Somebody's Fool», que encabezó las listas estadounidenses, o «Jealous of you (Tango della Gelosia)» que, a pesar de que se convirtió en un gran éxito en Italia, no tuvo ninguna impresión en Alemania. Por ello, la letrista Ralph Maria Siegel escribió letras en alemán para varias canciones de Francis, y «Die Liebe ist ein seltsames Spiel», la versión alemana de «Everybody's Somebody's Fool», llegó al primer puesto de las listas alemanas.
No sería hasta 1960 cuando Francis empezó a grabar otras versiones de sus canciones en otros idiomas extranjeros además del alemán. Durante los años siguientes, interpretó canciones en más de 15 idiomas distintos.
La cantante no tenía fluidez en todos esos idiomas, y tenía que aprender las letras de las canciones fonéticamente. Aun así, explicó que sí que hablaba español e italiano fluidamente, pero siempre tenía a un traductor cerca para asegurarse de que su pronunciación fuera tan gramáticamente correcta como fuera posible.
A raíz del sencillo «Die Liebe ist ein seltsames Spiel», Francis vivió sus mayores éxitos fuera de los Estados Unidos. Durante la década de 1960, no solo encabezó las listas de numerosos países alrededor del mundo, sino que también fue votada como la cantante número uno en más de diez países. En 1960, fue nombrada la cantante más popular de Europa, y fue la primera vez que un artista no europeo recibía este honor. Desde 1961 a 1963, Radio Luxembourg cerró todas sus emisiones diarias con el tema «It's Time to Say Goodnight», canción que Francis había grabado especialmente para ellos, y que no sería lanzada de forma oficial hasta 1996.
La creciente popularidad de la artista por todo el mundo la llevó a asistir a programas especiales de televisión en países como Alemania, España, Italia o Reino Unido. Incluso durante la Guerra Fría, su música fue bien recibida en países detrás de la Cortina de Hierro, y grabó canciones con discográficas de esos países, como Melodiya en la Unión Soviética o Jugoton en Yugoslavia.
En los Estados Unidos, Francis tuvo otro éxito número uno en 1962: «Don't Break the Heart That Loves You», hecho que llevó a MGM a darle a la cantante completa libertad para elegir qué temas quería interpretar.
El primer libro autobiográfico de Francis, For Every Young Heart, fue publicado en 1963. El 3 de julio de ese mismo año, realizó una interpretación para la reina Isabel II en el Alhambra Theatre de Glasgow, Escocia. También actuó para las tropas estadounidenses en 1967, durante la Guerra de Vietnam.
Debido al gran cambio de tendencias de 1960 (la Invasión británica), los éxitos de la cantante empezaron a decaer a partir de 1963. Su último éxito fue «Vacation», en 1962. Un número de canciones de Francis siguió llegando al top 40 de la US Hot 100, siendo el último «Be Anything (but Be Mine)» en 1964. A pesar de ello, siguió dando numerosos conciertos, y sus sencillos (que ahora seguían un estilo más maduro) entraron en la Adult Contemporary de Billboard e, incluso, en la Hot Country Songs en algunas ocasiones. Francis siguió disfrutando de estos éxitos hasta que su contrato con MGM Records se acabó en 1969.
En 1965, participó en la edición de ese año del Festival de la Canción de San Remo, donde ella y su compañera de equipo Gigliola Cinquetti interpretaron «Ho bisogno di vederti», que quedó en 5º puesto de 24 canciones. Francis volvió al festival en 1967 con «Canta Ragazzina» junto a Bobby Solo, pero no alcanzó la final. En los Estados Unidos, sin embargo, la versión inglesa de la canción ganadora de ese año, «Non pensare a me», entró en la Billboard Hot 100 y en la Adult Contemporary.
La popularidad de la cantante fuera de los Estados Unidos la ayudó a mantener su carrera, incluso cuando sus éxitos no eran bien recibidos en el país. Continuó teniendo temas en las listas de canciones durante la década de 1970 e, incluso a día de hoy, sigue siendo muy popular en los países europeos.
A finales de 1969, su contrato con MGM Records acabó y decidió no comprometerse más con la discográfica, cansada de casi 15 años de grabaciones, apariciones en vivo, trabajos en televisión y viajes ininterrumpidos. Entre 1970 y 1973, vivió en semi-retiro, y solo apareció ocasionalmente como invitada especial en programas de televisión.
En 1973, Francis volvió a los estudios de grabación, grabando «(Should I) Tie a Yellow Ribbon Round the Old Oak Tree?» y «Paint the Rain» en GSF Records.

### 1974-1988: Tragedia y retorno
Tras su éxito modesto con «(Should I) Tie a Yellow Ribbon Round the Old Oak Tree?», la cantante empezó a actuar con frecuencia de nuevo. Durante su aparición en la Feria de Música de Westbury en Nueva York el 8 de noviembre de 1974, Francis fue violada en un hotel de la cadena Howard Johnson's en la Ruta Estatal de Nueva York 25 en Jericho, Nueva York, y casi murió ahogada por el peso de un colchón que el agresor le había lanzado. La cantante demandó a la cadena de moteles por no haber proporcionado seguridad adecuada, y supuestamente acabó ganando 2,5 millones de dólares, convirtiéndose en uno de los mayores veredictos de la época. El culpable nunca fue encontrado. Durante los años posteriores al incidente, Francis cayó en depresión; raramente salía de su casa y llegó a tomar hasta 50 pastillas de Darvon por día.
En 1977, la cantante se sometió a una cirugía nasal y perdió completamente su voz. Pasó por varias operaciones más e, incluso cuando logró recuperar la voz, fue forzada a asistir a clases vocales. Aunque ya las había tomado de antemano, esta fue la primera vez que se le había pedido hacerlo.
En 1978, Francis volvió a los estudios de grabación para grabar un álbum titulado Who's Happy Now?. El tema principal de este fue una versión disco de «Where the Boys Are», que grabó en inglés, japonés, italiano, español y alemán, como había hecho con la versión original de 1960. Varias canciones del álbum también fueron grabadas en esos idiomas. Las grabaciones alemanas y españolas se convirtieron en álbumes (Was ich bin y Connie Francis en Español, respectivamente).
La artista grabó «Comme ci, comme ça» y «I'm Me Again» en 1981, y este último se convirtió en el tema principal de su álbum homónimo. La canción fue el último sencillo de Francis en aparecer en las listas de Billboard.
Otra tragedia en la vida de Francis fue el asesinato de su hermano, George Franconero, Jr., a quien era muy cercana, por sicarios de la mafia americana en 1981.
A pesar de ello, volvió a actuar en vivo, incluso apareciendo en el episodio especial del 30 aniversario de American Bandstannd y volviendo al pueblo donde había sido violada. Este nuevo éxito no duró mucho tiempo, ya que fue diagnosticada con psicosis maníaco-depresiva, lo que llevó a detener su carrera otros cuatro años, durante los cuales fue a 17 hospitales. Francis, admitió que estuvo a punto de suicidarse porque los hospitales eran «extremadamente deprimentes».
En 1984, presentó su autobiografía, Who's Sorry Now?, que se convirtió en un éxito de ventas de The New York Times.

### 1989-2018: Carrera posterior

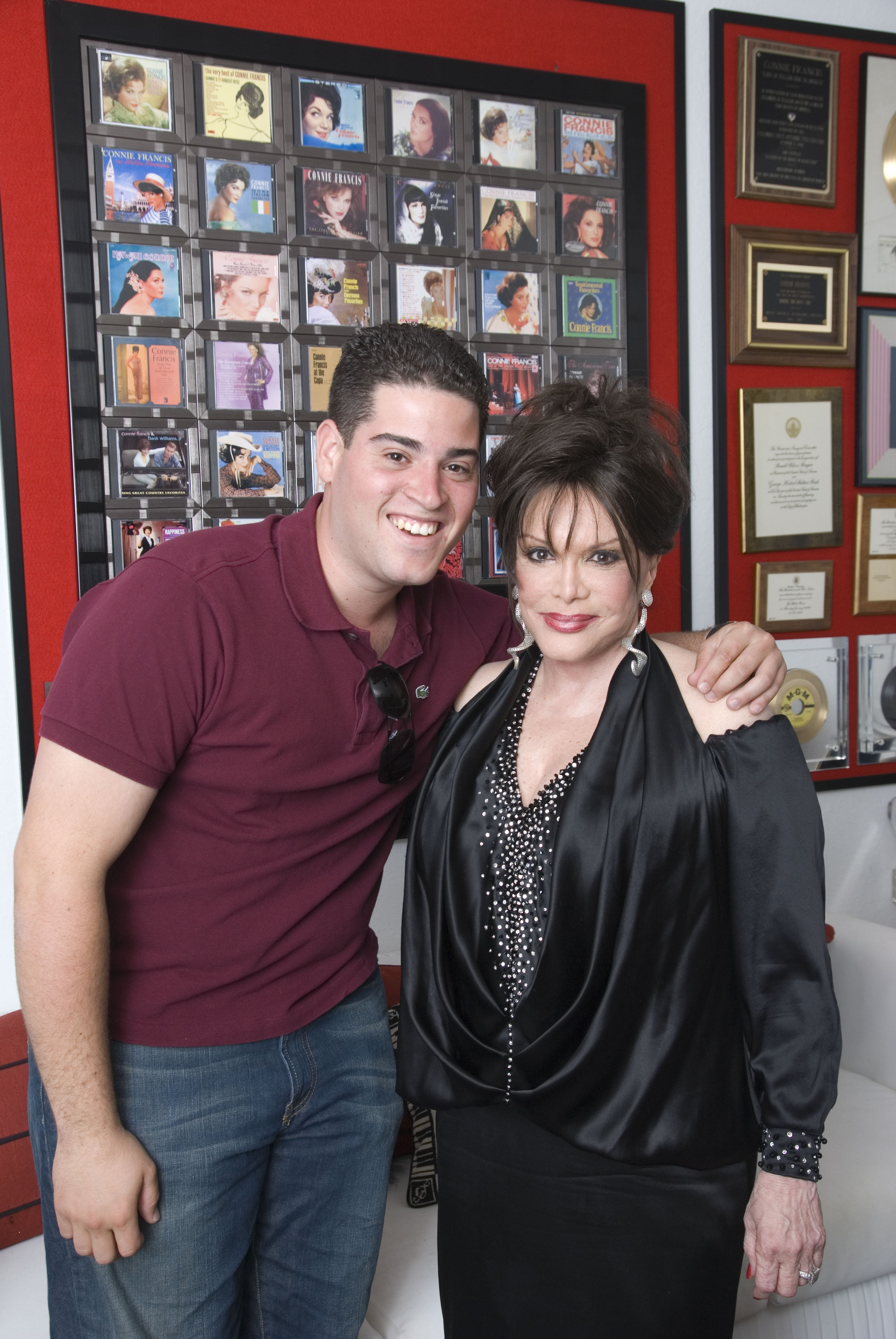
Francis en 2011.

En 1989, Connie Francis retomó su carrera de nuevo. Para Malaco Records, grabó un álbum doble titulado Where the Hits Are, que contenía regrabaciones de 18 de sus mayores éxitos, además de seis clásicos que siempre había querido grabar, como «Are You Lonesome Tonight?» o «Torn Between Two Lovers».
En 1992, un popurrí de versiones mezcladas de sus mayores éxitos alemanes llegó a las listas de Alemania. Uno de los sencillos, «Jive, Connie», acabó entre los diez sencillos mejor vendidos del año, lo que llevó a Francis a ganar el premio R.SH-Gold por «el mejor regreso del año» de Radio Schleswig-Holstein, entonces una de las estaciones de radio privadas más importantes. Otro álbum recopilatorio de sus mayores sencillos alemanes en sus versiones originales también fue lanzado con éxito. A raíz de esto, la cantante grabó dos duetos con Peter Kraus, con quien ya había trabajado anteriormente en las décadas de 1950 y 1960.
En 1996, grabó The Return Concert, un álbum en vivo que fue lanzado por Click Records y, más tarde, With Love to Buddy, un álbum tributo de canciones popularizadas por Buddy Holly.
En marzo y octubre de 2007, Francis actuó en el Castro Theatre de San Francisco. También apareció en un concierto en Manila, Filipinas, el día de San Valentín de 2008.
En 2010, apareció en Las Vegas Hilton junto a Dionne Warwick, en un programa llamado Eric Floyd's Grand Divas of Stage. En diciembre de 2017, Francis publicó su autobiografía titulada: Among My Souvenirs. En 2018, anunció que se retiraba de la música y de los escenarios a la edad de 84 años. En 2025, su canción de 1962, «Prettie Little Baby», se hizo popular en las redes sociales como TikTok e Instagram, regresando a las listas de éxitos. Días antes de su hospitalización y posterior fallecimiento, había llegado a un acuerdo para reaparecer en el evento presentado por el disc jockey y presentador de radio Cousin Brucie programado para primeros de julio de 2025.

## Vida personal

### Enfermedad y muerte
A finales de junio de 2025, Francis reveló que había estado experimentando dolor pélvico en el lado derecho y le informaron que se debía a una fractura. Comentó que tendría que usar su silla de ruedas más tiempo del previsto durante su recuperación. Fue hospitalizada en Florida el 2 de julio debido a la reaparición de un dolor intenso. Se sometió a una serie de pruebas y exámenes mientras estaba en cuidados intensivos y posteriormente fue trasladada a una habitación privada. En una publicación de Facebook, especuló que sus síntomas podrían estar relacionados con la fractura. El 4 de julio, informó sentirse mucho mejor después de pasar una buena noche. Francis falleció el 16 de julio de 2025 a los 87 años en Pompano Beach, Florida, a causa de una neumonía y su amigo de toda la vida, Ron Roberts, confirmó su fallecimiento al día siguiente.

### Relaciones y matrimonios
Al principio de su carrera, Francis conoció a Bobby Darin, entonces un prometedor cantante y compositor. Su representante le encargó que le ayudara a componer varias canciones. A pesar de algunos desacuerdos sobre el material, tras varias semanas, Darin y Francis iniciaron una relación romántica. El estricto padre italiano de Francis separaba a la pareja siempre que era posible. Cuando su padre se enteró de que Darin había sugerido que se fugaran después de uno de sus conciertos, lo echó del edificio a punta de pistola. Francis vio a Darin dos veces más: una cuando ambos iban a cantar juntos en un programa de televisión y otra cuando ella apareció en la serie This Is Your Life. Para cuando se grabó esta última, Darin ya se había casado con la actriz Sandra Dee. 
Estuvo casado cuatro veces. En 1964, estuvo brevemente casada con Dick Kanellis, agente de prensa y director de entretenimiento del Hotel Aladdin. En enero de 1971, se casó con Izzy Marion, dueño de una peluquería, de quien se divorciaron diez meses después. En 1973, Francis se casó por tercera vez —su único matrimonio que duró más de unos meses— con Joseph Garzilli, restaurador y dueño de una agencia de viajes; se divorciaron en 1977. No tuvo hijos biológicos. Sin embargo, fue durante su tercer matrimonio que Francis adoptó a un niño, Joey. Francis se casó con el productor de televisión Bob Parkinson el 27 de junio de 1985, de quién se divorció ese mismo año. Francis mantuvo una relación a largo plazo con Tony Ferretti desde aproximadamente 2003 hasta su fallecimiento en 2022.

### Ideas políticas y activismo
Francis apoyó a Richard Nixon en su campaña presidencial de 1968 para ser elegido presidente de los Estados Unidos, escribiendo una canción para promocionarlo.. En una entrevista a 2011, se describió como liberal. Fue embajadora de UNICEF.

## Discografía
- Who's Sorry Now? (1958)
- The Exciting Connie Francis (1959)
- My Thanks to You (1959)
- Rock 'n' Roll Million Sellers (1959)
- Connie Francis Sings Italian Favorites (1959)
- Christmas in My Heart (1959)
- Country & Western – Golden Hits (1959)
- Connie Francis Sings Fun Songs for Children (1959)
- Connie Francis Sings Spanish and Latin American Favorites (1960)
- Connie Francis Sings Jewish Favorites (1960)
- More Italian Favorites (1960)
- Songs to a Swinging Band (1961)
- Connie Francis Sings “Never on Sunday” (1961)
- Sing Along with Connie Francis (1961)
- Connie Francis Sings Folk Song Favorites (1961)
- Do the Twist (1962)
- Connie Francis Sings Irish Favorites (1962)
- Connie Francis Sings “Second Hand Love” (1962)
- Country Music – Connie Style (1962)
- Connie Francis Sings Modern Italian Hits (1962)
- Follow the Boys (1963)
- Connie Francis Sings Award Winning Motion Picture Hits (1963)
- Greatest American Waltzes (1963)
- “Mala Femmena” and Connie's Big Hits from Italy (1963)
- Connie Francis Sings German Favorites (1964)
- Looking for Love (1964)
- A New Kind of Connie... (1964)
- Connie Francis and Hank Williams Jr. Sing Great Country Favorites (1964)
- Connie Francis Sings “For Mama” (1965)
- Connie Francis Sings All Time International Hits (1965)
- Jealous Heart (1966)
- Movie Greats of the 60s (1966)
- Love, Italian Style (1967)
- Happiness – Connie Francis on Broadway Today (1967)
- My Heart Cries for You (1967)
- Connie & Clyde – Hit Songs of the 30s (1968)
- Hawaii Connie (1968)
- Connie Francis Sings Bacharach & David (1968)
- The Wedding Cake (1969)
- Connie Francis Sings the Songs of Les Reed (1969)

## Filmografía
| Año  | Trabajo                      | Papel          | Director       | Notas        | Ref.   |
| ---- | ---------------------------- | -------------- | -------------- | ------------ | ------ |
| 1956 | Rock, Rock, Rock!            | Dori Graham    | Will Price     | Papel de voz | [ 62 ] |
| 1957 | Jamboree                     | Honey Winn     | Roy Lockwood   | Papel de voz | [ 63 ] |
| 1958 | The Sheriff of Fractured Jaw | Miss Kate      | Raoul Walsh    | Papel de voz | [ 64 ] |
| 1960 | Where the Boys Are           | Angie          | Henry Levin    |              | [ 65 ] |
| 1963 | Follow the Boys              | Bonnie Pulaski | Richard Thorpe | -            | [ 65 ] |
| 1964 | Looking for Love             | Libby Caruso   | Don Weis       |              | [ 65 ] |
| 1965 | When the Boys Meet the Girls | Ginger Gray    | Alvin Ganzer   | -            | [ 65 ] |

| Año  | Trabajo                   | Papel              | Director     | Notas                                            | Ref.   |
| ---- | ------------------------- | ------------------ | ------------ | ------------------------------------------------ | ------ |
| 1966 | The Sister and the Savage | Hermana Mary Clare | Gerald Mayer | Episodio: Bob Hope Presents the Chrysler Theatre | [ 66 ] |